# 全国社会人躰道優勝大会
全国社会人躰道優勝大会（ぜんこくしゃかいじんたいどうゆうしょうたいかい）は、NPO法人日本躰道協会が主催する社会人の躰道全国大会である。第1回は1991年に行われた。

## 概略
1991年の開催以後、年に一度開催されている。社会人対象の大会であるが、全国学生躰道優勝大会への出場権を持たない学生である大学院生や専門学校生も参加できる。また、全日本躰道選手権大会や全国学生躰道優勝大会では設けられていない最高師範杯が授与されるのが特徴である。

## 開催年度と歴代最高師範杯者
- 第1回（1991年） 池内和彦
- 第2回（1992年） 池内和彦
- 第3回（1993年） 池内和彦
- 第4回（1994年） 田中勇悦
- 第5回（1995年） 池内和彦
- 第6回（1996年） 元嶋章三郎
- 第7回（1997年） 安部幸史郎
- 第8回（1998年） 泉智慶
- 第9回（1999年） 鈴木智行
- 第10回（2000年） 小西愛
- 第11回（2001年） 北澤秀明
- 第12回（2002年） 北澤秀明
- 第13回（2003年） 大橋正芳
- 第14回（2004年） 中野哲爾
- 第15回（2005年） 中野哲爾
- 第16回（2006年） 土井光司
- 第17回（2007年） 中野哲爾
- 第18回（2008年） 金子智一
- 第19回（2009年） 木間和也
- 第20回（2010年） 芝波田邦博
- 第21回（2011年） 瀬藤有希
- 第22回（2012年） 金子智一
- 第23回（2013年） 中野哲爾
- 第24回（2014年） 島宮満
- 第25回（2015年） 金子智一
- 第26回（2016年） 千葉健志
- 第27回（2017年） 山際真穂
- 第28回（2018年） 土井光司